# Sericostoma scheiderii
Sericostoma scheiderii är en nattsländeart som först beskrevs av Friedrich Anton Kolenati 1848.  Sericostoma scheiderii ingår i släktet Sericostoma och familjen krumrörsnattsländor. Inga underarter finns listade i Catalogue of Life.